# Automotive Grade Linux
Automotive Grade Linux (AGL) es un proyecto open source soportado por The Linux Foundation para construir un sistema operativo y framework abierto para aplicaciones para automóviles. AGL fue lanzado en 2012 con financiamiento de miembros como Jaguar Land Rover, Nissan, Toyota, DENSO Corporation, Fujitsu, HARMAN, NVIDIA, Renesas, Samsung y Texas Instruments (TI).

## Historia
El 30 de junio de 2014, AGL anunció su primer lanzamiento, el cual se basa en Tizen principalmente para aplicaciones demostrativas.
AGL amplió su plataforma de referencia con Unified Code Base (UCB) distribution. La primera UCB, conocida como Agile Albacore, fue lanzada en enero de 2016 y mejoró los componentes de software de AGL, Tizen y GENIVI Alliance.
UCB 2.0, conocido como Brilliant Blowfish, estuvo disponible en julio de 2016 e incluyó nuevas características como pantalla del asiento trasero, reproducción de video, framework de audio en ruta y aplicaciones.
UCB 3.0, Charming Chinook fue lanzado en enero de 2017.
AGL planea dar soporte adicional a instrumentos y sistemas de telemática.

## Implementaciones
- 2018 Toyota Camry[6]